# Élektryón
Élektryón (latinsky Electryon) byl v řecké mytologii syn hrdiny Persea a jeho manželky Andromedy. Byl králem v Argolidě.
Byl otcem Alkmény, budoucí matky hrdiny Hérakla, jehož otcem byl nejvyšší bůh Zeus. Élektryón sám se však potěšení ze slavného vnuka nedočkal.
Stalo se, že se spojily dvě skupiny zlodějů dobytka a ukradli Élektryonova stáda. Přitom zahynulo osm jeho synů. Když král vytáhl na trestnou výpravu, spravoval jeho zemi synovec z Troizény Amfitryón. Jemu král sliboval, že bude-li výprava úspěšná, dostane královskou dceru Alkménu za ženu. Amfitryón zatím zaplatil za ukradená stáda výkupné a když se král Élektryón vrátil z výbojů, dostali se do sporu, zda je správné vyplatit kradený dobytek. Amfitryón se rozčílil, mrštil kyjem po jedné z krav, kyj udeřil krávu do rohů a odrazil se tak nešťastně, že poblíž stojícího Élektryóna zabil.
Po této nešťastné náhodě Amfitryóna vyhnal z Argolidy bratr zabitého krále Sthenelos. S ním odešla i Alkména, uprchli do Théb, kde král Kreón očistil Amfitryóna z viny za zabití. Později se stal nástupcem na královském trůnu v Tírynthu.